# Kukułka (zwyczajna)
Kukułka (zwyczajna), kukułka pospolita – nazwy ludowe: gżegżółka, reg. zazula lub zozula (Cuculus canorus) – gatunek średniego ptaka wędrownego z podrodziny kukułek (Cuculinae) w rodzinie kukułkowatych (Cuculidae). Jedyny w Europie Środkowej pasożyt lęgowy. 

## Występowanie
Zamieszkuje strefę umiarkowaną i zalesioną część Eurazji i Afrykę – od zachodniej Europy i północnej Afryki aż po Kamczatkę i Japonię. W Azji spotykana również na południe od krawędzi strefy tropikalnej. W Europie omija tylko Islandię. Przelatuje w kwietniu–maju i sierpniu–wrześniu. Zimuje w Afryce Subsaharyjskiej oraz w Azji Południowej i Południowo-Wschodniej.
W Polsce średnio liczny, miejscami nieliczny, ptak lęgowy. Spotkać i usłyszeć można ją na całym niżowym obszarze Polski i w różnych typach krajobrazów – w lasach, zadrzewieniach, na mozaikowo porośniętych drzewami i krzewami terenach rolniczych, ale i w pobliżu trzcinowisk wokół zbiorników wodnych. Według szacunków Monitoringu Pospolitych Ptaków Lęgowych, w latach 2013–2018 populacja kukułki w Polsce liczyła 134–177 tysięcy kukających samców.

## Podgatunki
Wyróżnia się 4 podgatunki C. canorus:
- C. c. canorus Linnaeus, 1758 – Europa i Bliski Wschód po Kamczatkę, Japonię i północne Chiny; zimuje w Afryce i południowej Azji
- C. c. bangsi Oberholser, 1919 – Półwysep Iberyjski, Baleary i północno-zachodnia Afryka; zimuje w Afryce
- C. c. subtelephonus Zarudny, 1914 – Turkmenistan do południowej Mongolii; zimuje w południowej Azji i Afryce
- C. c. bakeri Hartert, 1912 – zachodnie Chiny i północne Indie do południowych Chin i północno-zachodniej Tajlandii; zimuje po Asam, wschodni Bengal i południowo-wschodnią Azję.

Lokalnie występuje także na wzgórzach środkowych Indii (podgatunki subtelephonus i bakeri).

## Charakterystyka

### Cechy gatunku

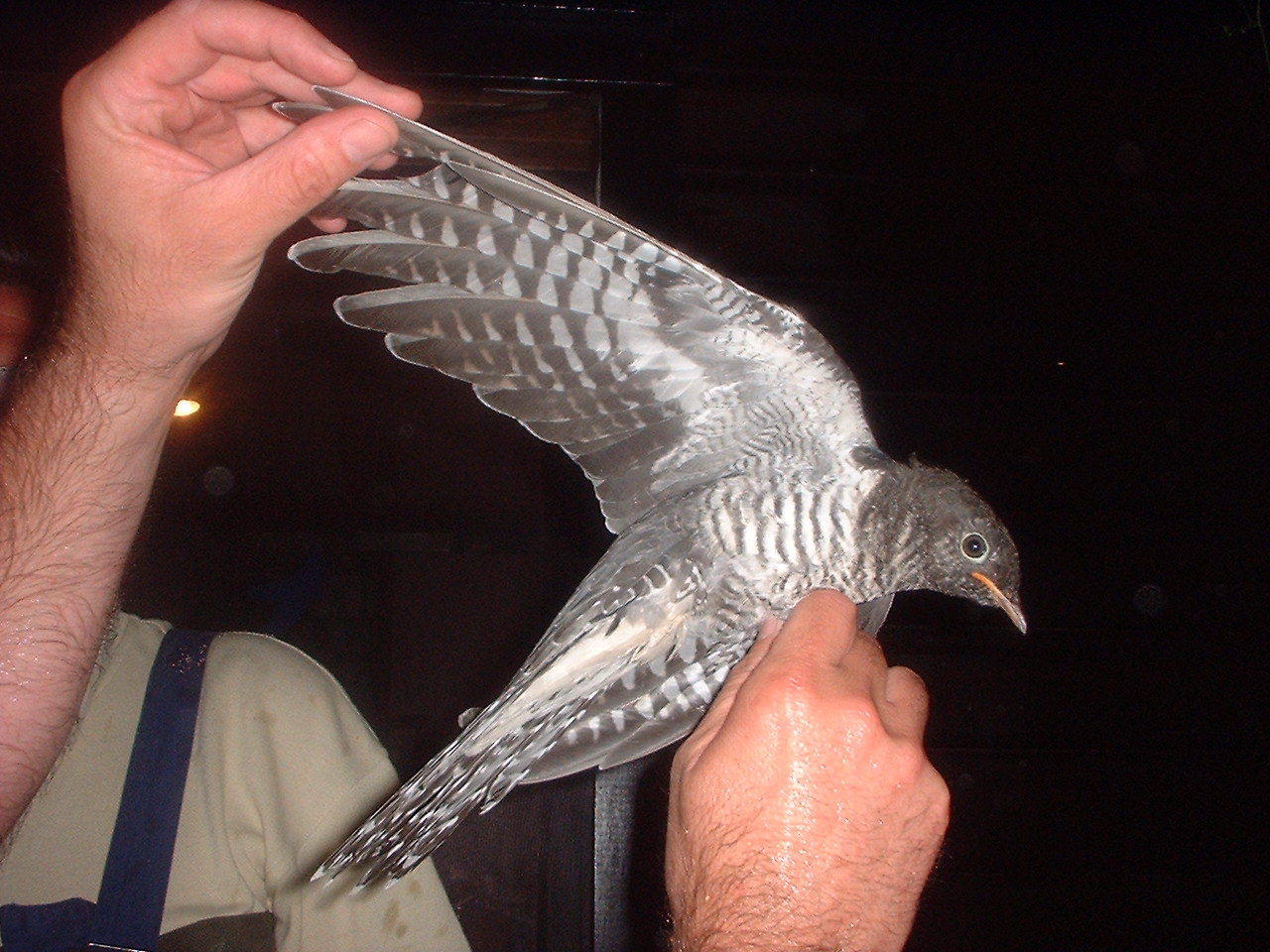
Upierzenie kukułki sprawia, że myli się ją niekiedy z krogulcem

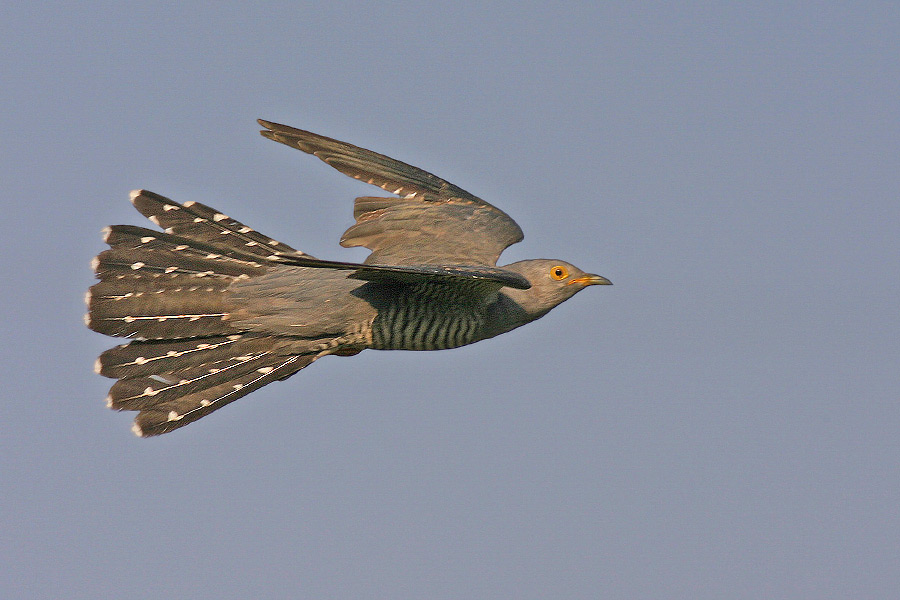
Samiec w locie

Ptak o smukłej sylwetce z długim klinowatym ogonem. Samiec – wierzch ciała, głowa, szyja i pierś jasnoszare, ogon ciemnołupkowo-szary z białymi, okrągłymi plamami oraz białą pręgą końcową. Spodnia powierzchnia ciała pokryta biało-szarym prążkowaniem poprzecznym. Samice ubarwione podobnie jak szary samiec, lecz z rdzawym nalotem na szyi, sam rysunek na piórach nie zmienia się. Niektóre samice są rdzawe z ciemnym poprzecznym prążkowaniem na całym ciele. Tęczówki są żółte, mały dziób jest czarny, a u nasady żółtawy. Ma żółte, krótkie nogi. Młode mają szarobrązowe prążkowanie poprzeczne na całym ciele z białą plamą na potylicy.
Gatunki należące do rzędu kukułkowych mają specyficznie ukształtowane nogi, tzw. zygodactyles. Dwa pierwsze palce są skierowane do przodu, a dwa kolejne do tyłu, choć zewnętrzny czwarty palec jest na tyle zręczny, że może się obracać od przodu do tyłu w razie potrzeby. Jest to charakterystyczne, bo zdecydowana większość ptaków ma 3 palce skierowane do przodu, a tylko jeden do tyłu.
U samic występują dwie odmiany barwne, jedna, szara, podobna bardziej do upierzenia samców, druga, ubarwiona rdzawo na wierzchu ciała, z szerokimi i czarnymi prążkami.

### Rozpoznawanie
Ptak przypomina wielkością turkawkę, pustułkę lub gołębia; ubarwienie zbliżone jest do upierzenia krogulca (szary wierzch ciała, pierś oraz prążkowany brzuch), choć ma smuklejszą głowę i prosty dziób. Do tego drapieżnika podobna jest też w locie, ale ma bardziej spiczaste skrzydła. Niektórzy mylą ją z małym sokołem, przez długie, ostro zakończone skrzydła i ogon. Niełatwo ją dostrzec, gdyż prowadzi skryty tryb życia i jest płochliwa. Poza tym może kryć się w koronach drzew i w wyższych krzewach. Lot nie jest charakterystyczny.

### Głos
Samiec po przylocie na tereny lęgowe rozpoczyna w maju najczęściej, bardzo charakterystyczne i powszechnie znane, 2- lub 3-sylabowe kukanie „kukuku”, które jest pieśnią godową. Od tego odgłosu w wielu krajach wzięła się nazwa gatunkowa ptaka. Gdy jest zdenerwowany, okrzyk przechodzi w „hahhahhah”. Ten odgłos podobny do śmiechu jest głównym głosem samicy, która nie kuka.

### Wymiary średnie
Długość ciała32–36 cm
Rozpiętość skrzydeł60 cm
Masa ciałasamce 114–133 g, samice 106–112 g

## Biotop
Wszelkie środowiska z drzewami poza zwartymi kompleksami leśnymi na terenach otwartych i półotwartych – brzegi lasów, niezbyt duże drzewostany liściaste, mieszane i iglaste, kępy zadrzewień śródpolnych, ogrody, parki, tereny wydmowe oraz bagienne i tereny zasiedlone przez człowieka.

## Okres lęgowy

### Toki

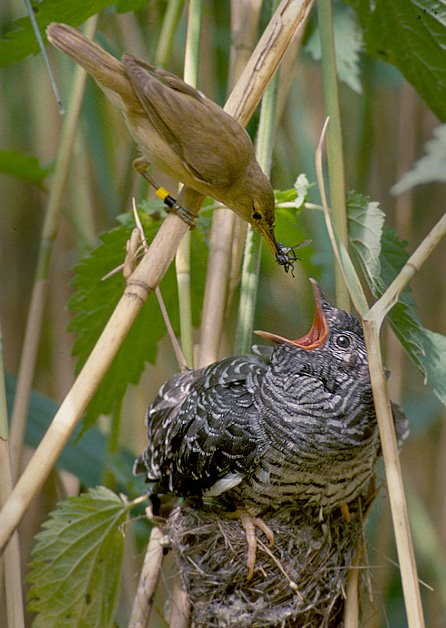
Trzcinniczek w roli rodzica zastępczego, karmiący młodą kukułkę

W okresie godowym samica kopuluje z paroma samcami, zjawisko poliandrii jest rzadkie u innych ptaków. Te wabią ją kukaniem z dobrze wyeksponowanego miejsca – słupa, płotu, przewodu linii energetycznej czy z bezlistnej gałęzi. Również nie zachowują monogamii. Kukułki nie tworzą zatem par, tym bardziej, że samców jest zwykle więcej niż samic. Nigdy nie zakładają gniazd, ani nie wychowują piskląt.

### Gniazdo

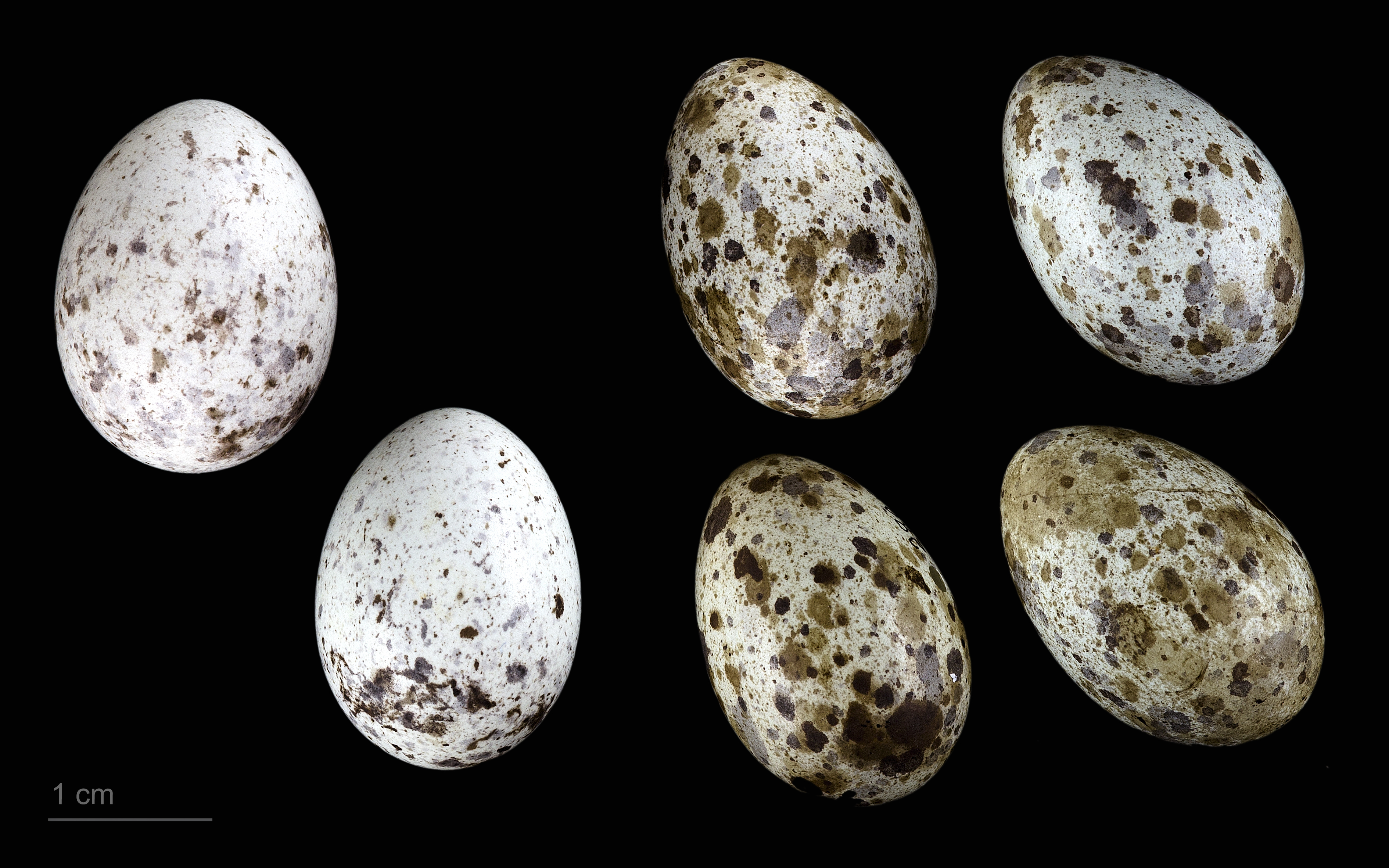
Jaja C. c. canorus i trzciniaka

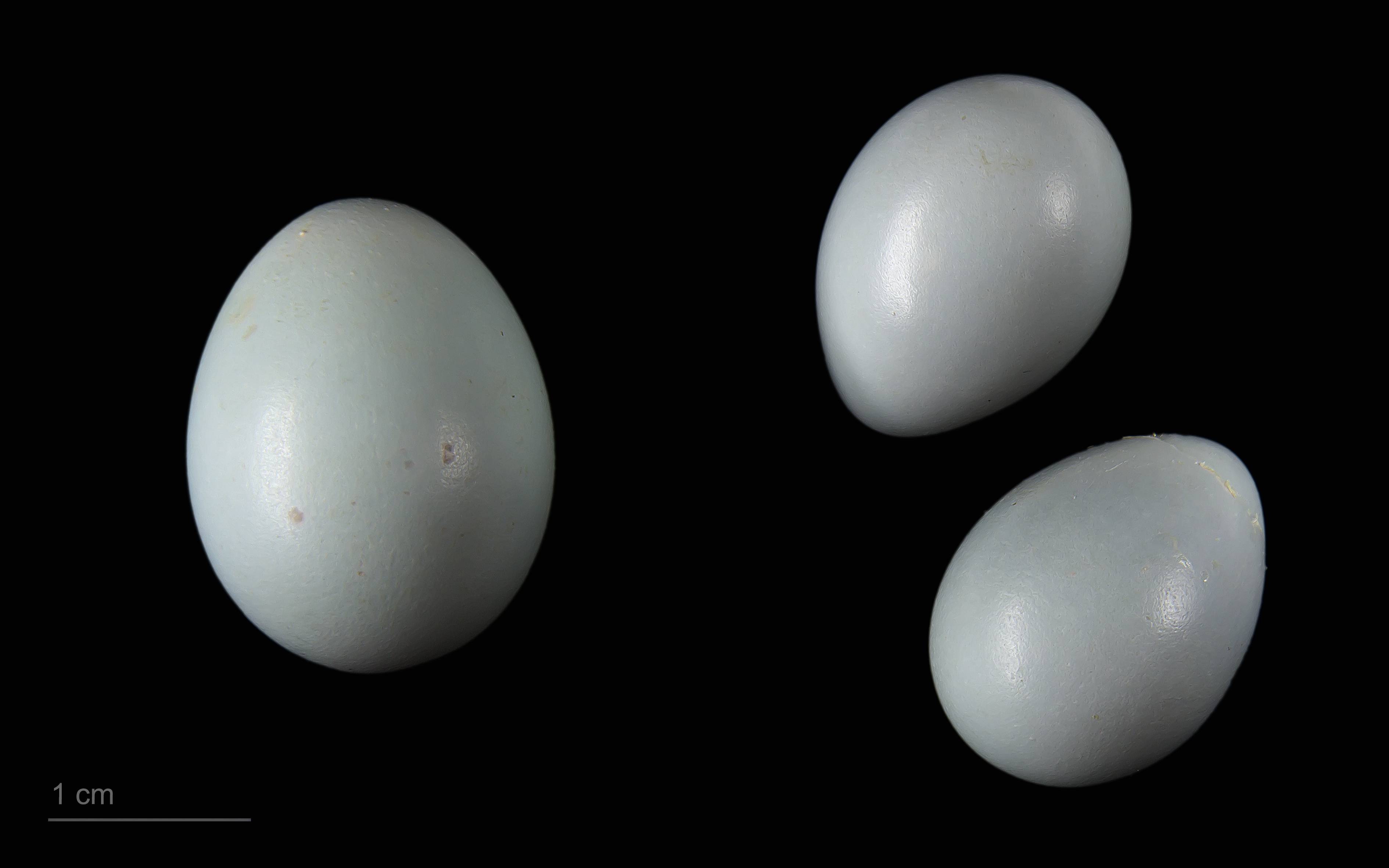
Jaja C. c. bangsi i pleszki algierskiej

Pasożyt lęgowy (jedyny w Europie Środkowej) podrzucający jaja do cudzych gniazd; znanych jest około 200 gospodarzy, głównie wróblowych, w Polsce: pliszka siwa, świergotek drzewny, piegża, jarzębatka, gąsiorek, pleszka, kopciuszek i trzcinniczek. Jednak nie każda niechciana adopcja kończy się udanym wychowaniem kukułczego pisklęcia. Wynika to ze zbyt dużych różnic w zapotrzebowaniu pokarmowym obu gatunków ptaków. Czasem nie wystarczy nawet umieszczenie jaja we właściwym gnieździe. Inną obroną przed oszustwem kukułki jest bowiem rozpoznanie przez drobne wróblowe różnic pomiędzy jajami. W takim przypadku albo wyrzucają niechciane jajo, albo opuszczają gniazdo.

### Jaja
Od maja do początków lipca samica kukułki składa około 10–20 małych jaj w przynajmniej dwudniowych odstępach. Zwykle składa je wprost do gniazda gospodarza, po jednym. Czasem (zwykle gdy gniazdo jest w dziupli) samica składa je na ziemi, i w dziobie przynosi je do gniazda. Składanie jaja trwa kilka sekund, a przy okazji samica kukułki zjada lub zabiera jedno jajo gospodarza i je wyrzuca. Ważne jest, by jej jaja były podobne kolorem i kształtem do jaj gatunków, które mają je wysiadywać.

### Wysiadywanie
Okres wysiadywania to około 11 do 13 dni (krótszy niż gospodarzy). Pisklęta, gniazdowniki, po wykluciu (po 8–36 godzinach), jeszcze ślepe, wyrzucają jaja lub już wyklute potomstwo gospodarza (ginie ono na ziemi) – rozpychanie się to naturalny instynkt wobec wszystkich obiektów w gnieździe. Ma to skupić wszystkie wysiłki dorosłych ptaków na wyżywieniu i wychowywaniu. Młode kukułki między 4 a 7 dniem po wykluciu zaczynają wydawać żebrzący o pokarm głos, odpowiadający natężeniem całemu lęgowi gospodarzy. Otwierają przy tym dzioby, pokazując ich pomarańczowo-czerwone ubarwienie, zmuszając w ten sposób rodziców do ciągłego karmienia. W wieku około 16 dni, wołając o pokarm, potrafią naśladować dźwięk o natężeniu wydawanym przez 3, a nawet 4 lęgi. Tak właśnie, sukcesywnie powodują, że opiekunowie poświęcają nawet 17 godzin na dobę ich karmieniu. Pisklęta opuszczają gniazdo po około 21 dniach, zwykle jest to spowodowane faktem, iż w tym wieku młoda kukułka jest tak duża, że nie mieści się już w gnieździe. Po jego opuszczeniu może być jeszcze dokarmiana przez 2 lub 3 tygodnie. Później staje się całkowicie samodzielna. Tak długi okres opieki nad podrzutkiem, dla wychowujących go wróblowych, oznacza zwykle stratę całego sezonu rozrodczego. Bardzo często kukułka usamodzielnia się w momencie, w którym dla jej opiekunów jest już za późno na wyprowadzenie nowego lęgu. Młoda samica kukułki rok później podłoży z dużym prawdopodobieństwem jajo gatunkowi, który sam ją piastował.
Najdłużej żyjąca kukułka, której wiek oznaczył człowiek, miała 15 lat.

## Pożywienie
Owady, szczególnie owłosione gąsienice motyli, które są często unikane przez inne ptaki. Nie konkurują więc o pokarm z zastępczymi rodzicami, bo mają oni inne preferencje pokarmowe. Chwytają też chrząszcze.
Kukułki żerują na drzewach, siedząc na gałęzi i wypatrując zdobyczy. Gdy ją dostrzegą, podlatują do owada i zbierają go dziobem. Rzadziej polują, chodząc powoli po ziemi i tam poszukując pokarmu.

## Status i ochrona
IUCN klasyfikuje kukułkę jako gatunek najmniejszej troski (LC, Least Concern) nieprzerwanie od 1988 roku. Liczebność światowej populacji, obliczona w oparciu o szacunki organizacji BirdLife International dla Europy z 2015 roku, mieści się w przedziale 40–75 milionów dorosłych osobników. Globalny trend liczebności populacji uznawany jest za spadkowy.
Na terenie Polski kukułka jest objęta ścisłą ochroną gatunkową. Na Czerwonej liście ptaków Polski została sklasyfikowana jako gatunek najmniejszej troski (LC).